# 1672 Gezelle
1672 Gezelle је астероид главног астероидног појаса са средњом удаљеношћу од Сунца која износи 3,179 астрономских јединица (АЈ).
Апсолутна магнитуда астероида је 11,1.